# Trasimène

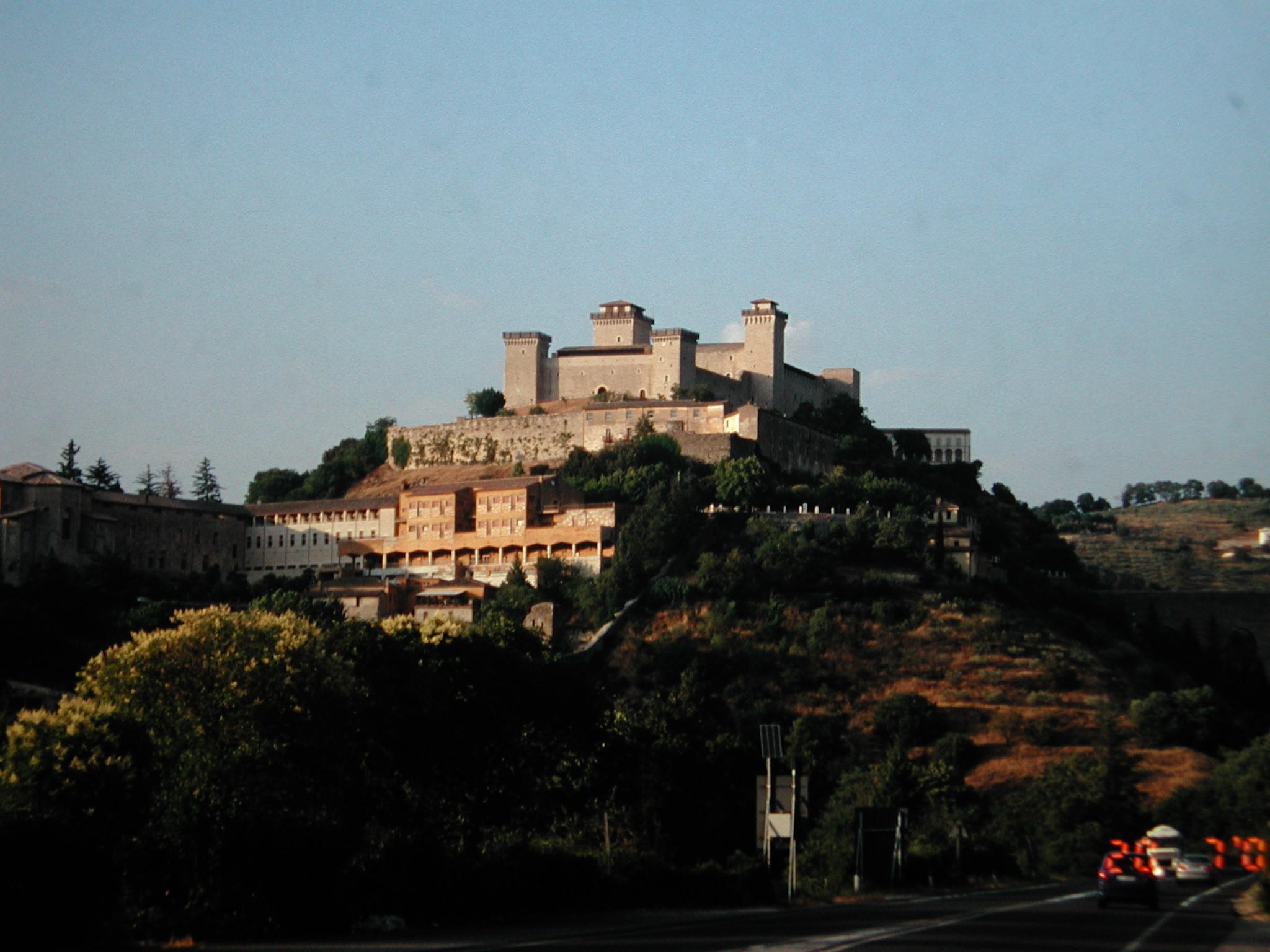
Spoleto was de hoofdstad van het departement tussen 1809 en 1814

Trasimène (Italiaans: Trasimeno) was een departement van de Romeinse Republiek (1798-1799) en later van het Franse Keizerrijk van Napoleon (1809-1814). Trasimène was vernoemd naar het Trasimeense Meer. Het departement lag in de regio Umbrië in Centraal-Italië, in de huidige provincies Perugia, Terni en Viterbo.
Trasimène werd voor het eerst gevormd toen de Romeinse Republiek, een Franse satellietstaat, in 1798 werd uitgeroepen nadat Italië was bezet door Franse revolutionaire troepen. De hoofdstad was Perugia. In 1799 werd de republiek, inclusief het departement Trasimène, opgeheven.
Het departement werd nogmaals gevormd op 15 juli 1809 toen de Kerkelijke Staat (geregeerd door de paus) geannexeerd werd door het Franse Keizerrijk van Napoleon. Hierbij werd de Kerkelijke Staat opgedeeld in twee Franse departementen, Rome en Trasimène. De hoofdstad van het departement Trasimène was Spoleto. In 1812 was het departement verdeeld in vier arrondissementen: Spoleto, Foligno, Perugia en Todi.
Na de nederlaag van Napoleon in 1814 werd het departement opgeheven. Het gebied werd weer deel van de Kerkelijke Staat.
- Virtual International Authority File: 6850148390846310830003